# 야부시
야부시(일본어: 養父市)는 일본 효고현 북부 다지마 지역에 있는 시이다. 2004년 4월 1일에 야부군 요카정, 야부정, 오야정, 세키노미야정 등 4개 정이 합병해 성립했다. 성립 당시의 인구는 약 3만 명으로 시청은 옛 요카정 사무소에 놓였다.

## 인접하는 자치체
- 미카타군 가미정
- 도요오카시
- 아사고시
- 시소시
- 돗토리현 야즈군 와카사정

## 역사
2004년 4월 1일에 야부군 요카정, 야부정, 오야정, 세키노미야정 등 4개 정이 합병해 성립하였다.

## 교통

### 철도
- 서일본 여객철도 산인 본선

### 도로
- 기타킨키 도요오카 자동차도(일본어판)
- 국도 9호선
- 국도 제312호선 (일본)(일본어판)

## 인구
| 연도 | 인구   | ±%     |
| ---- | ------ | ------ |
| 1960 | 44,884 | —      |
| 1970 | 36,716 | −18.2% |
| 1980 | 33,979 | −7.5%  |
| 1990 | 31,092 | −8.5%  |
| 2000 | 30,110 | −3.2%  |
| 2010 | 26,509 | −12.0% |